# Presidente del Governo della Repubblica Slovacca

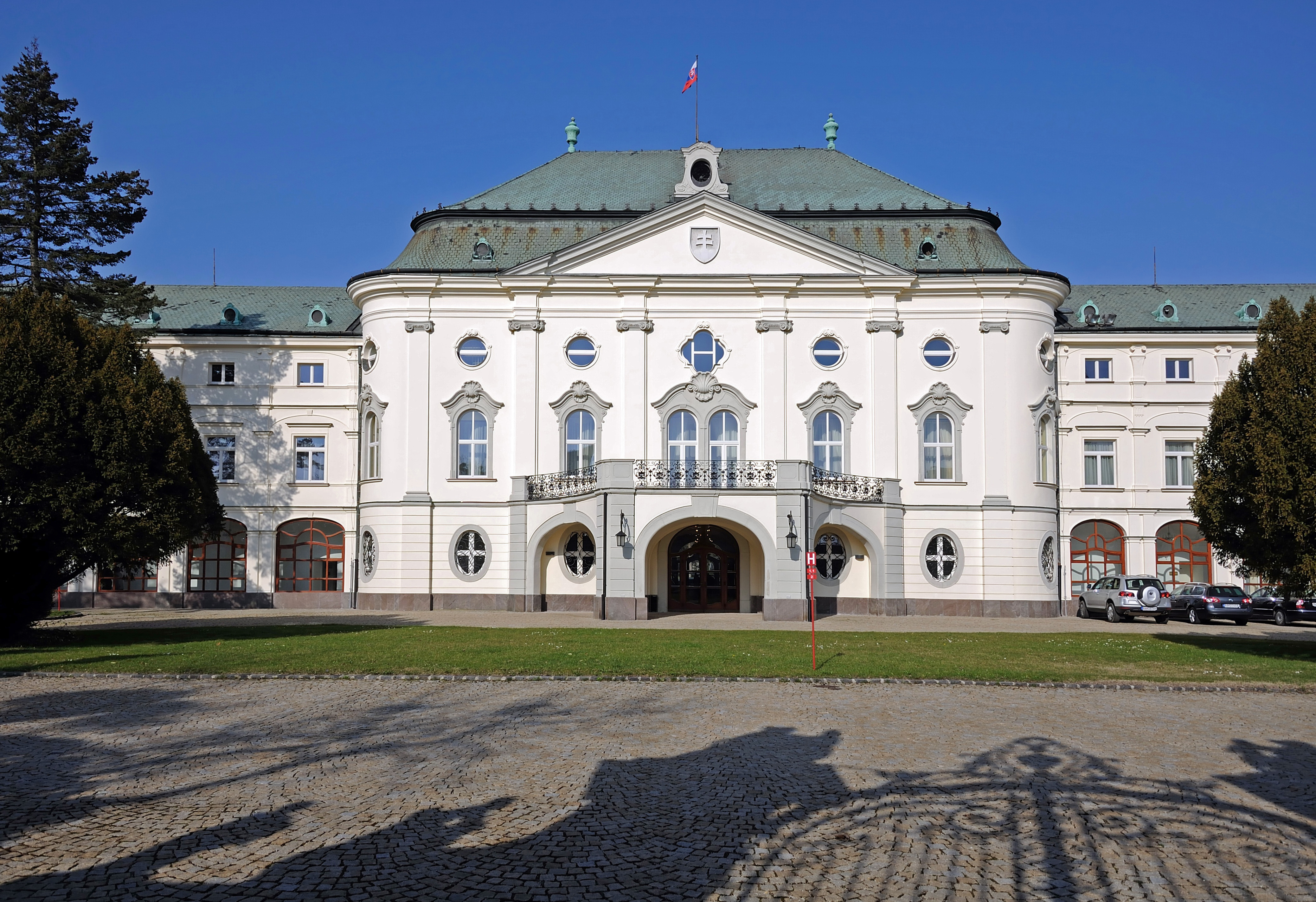
Il Palazzo arcivescovile d'estate, sede del governo

Il Presidente del Governo della Repubblica Slovacca (in slovacco Predseda Vlády), chiamato informalmente "premier" (Premiér), è il capo del Governo della Slovacchia. Viene nominato dal Presidente della Repubblica in base alla maggioranza presente nel Consiglio nazionale, il parlamento monocamerale slovacco.

## Nomina
Il presidente del Governo è nominato dal presidente della Repubblica. Sebbene nella Costituzione del 1992 non siano previste altre disposizioni, nella pratica il Capo dello Stato deve tener conto degli equilibri politici in seno al Consiglio nazionale. Solo i cittadini slovacchi eleggibili al Consiglio nazionale possono essere nominati per questo posto.

## Ruolo e funzioni
Il presidente del Governo è responsabile della convocazione e della presidenza delle riunioni del Governo. Firma i decreti e le altre decisioni adottate nel Consiglio dei ministri e propone la nomina e l'eventuale rimozione dei vicepresidenti del governo e dei ministri. Deve firmare, con il presidente del Consiglio nazionale, i disegni di legge promulgati dal presidente della Repubblica. Inoltre, è obbligato a controfirmare le decisioni prese dal Capo dello Stato in merito alla nomina e al licenziamento di rappresentanti diplomatici, l'amnistia e la direzione delle forze armate.
Se necessario, il governo assume l'interim della presidenza della Repubblica. In questo caso, parte dei poteri può essere conferita al presidente del governo.